# Mercedes Molto
Mercedes Molto  (Barcelona, Spanyolország 1974. február 21. –) spanyol–mexikói színésznő.

## Élete és pályafutása
1974. február 21-én született Spanyolországban. Első szerepét 1993-ban játszotta a Valentina című telenovellában. 2012-ben a Telemundóhoz szerződött, ahol a Relaciones peligrosas című sorozatban kapott szerepet.

## Filmográfia
- Bajo el mismo cielo (2015) ..... Deborah Sanders
- Pasión prohibida (2012-2013) ..... Deniz Lefevre 'Mademoiselle'
- Relaciones peligrosas (2012) ..... Benita 'Jefa' Mendoza
- Mujeres asesinas (2008) ..... Silvia
- La rosa de Guadalupe (2008) ..... Rebeca
- Pablo y Andrea (2005) ..... Carlota/Úrsula/Bárbara/Socorro Barraza
- Niña amada mía (2003) ..... Karina Sanchez de Soriano
- La otra (2002) ..... Eugenia Guillén Sainz
- Mujer, casos de la vida real (2001)
- Por un beso (2000) ..... Mirna Ballesteros Mendizabal
- Gotita de amor (1998) ..... Lucrecia de Sotomayor
- Rencor apasionado (1998) .....  Martha Valdivia
- Sin ti (1997) .....  Brenda
- Mi querida Isabel (1996-1997) ..... Eugenia
- Pobre niña rica (1995) .....  Bárbara de Villagrán
- Caminos cruzados (1994) ..... Jackie
- Valentina (1993) ..... Luisita Basurto